# Marc Engels
Marc Engels (* 29. Oktober 1965 in Brüssel, Belgien; † 9. April 2020 ebenda) war ein belgischer Tontechniker.

## Leben
Marc Engels studierte Tontechnik am Institut des arts de diffusion in Louvain-la-Neuve. Ab Anfang der 1990er Jahre war er regelmäßig beim Film beschäftigt. Bis zu seinem Tod wirkte er in über 80 belgischen und französischen Film- und Fernsehproduktionen mit. Für den Ton an der von Jérôme Salle inszenierten Filmbiografie Jacques – Entdecker der Ozeane wurde er gemeinsam mit Fred Demolder, Sylvain Rety und Jean-Paul Hurier mit dem französischen Filmpreis César für den Besten Ton ausgezeichnet. Für die beiden Filme Ich bin tot, macht was draus! und Tueurs wurde er jeweils in der gleichen Kategorie für den belgischen Filmpreis Magritte nominiert.
Am 9. April 2020 starb Engels im Alter von 54 Jahren während der COVID-19-Pandemie an den Folgen einer COVID-19-Erkrankung.

## Filmografie (Auswahl)
- 1995: Die Witwe des Architekten (La veuve de l’architecte)
- 1998: Talos, die Mumie (Tale of the Mummy)
- 2001: Tödliche Formel (The Enemy)
- 2003: Liebe mich, wenn du dich traust (Jeux d’enfants)
- 2005: 25 Grad im Winter (25 degrés en hiver)
- 2010: Die Meute (La meute)
- 2011: Ein freudiges Ereignis (Un heureux événement)
- 2011: Largo Winch II – Die Burma Verschwörung (Largo Winch II)
- 2013: Die Möbius-Affäre (Möbius)
- 2015: Ich bin tot, macht was draus! (Je suis mort mais j’ai des amis)
- 2016: Die Ökonomie der Liebe (L’Économie du couple)
- 2016: Jacques – Entdecker der Ozeane (L’odyssée)
- 2017: Tueurs
- 2019: Der geheime Roman des Monsieur Pick (Le mystère Henri Pick)
- 2021: Tokio bebt (Tokio Shaking)